# سستامیبی تکنیتیوم-۹۹ام
سستامیبی تکنیتیوم-۹۹ام (به انگلیسی: Technetium-99m Sestamibi) که به اختصار با نام سستامیبی شناخته می‌شود، نوعی ماده دارویی است که در تصویر برداری پزشکی هسته‌ای استفاده می‌شود.. این دارو یک کمپلکس کوئوردینانسیونی متشکل از رادیوایزوتوپ تکتنیوم ۹۹ام (99m) است که به شش گروه متوکسی‌ایزوبوتیل‌ایزونیتریل به‌عنوان لیگاند، متصل شده‌است. این ترکیب دارای بار مثبت است و گونه آنیونی شناسایی نشده‌است. این دارو به‌صورت تجاری از اواخر سال ۲۰۰۸ در دسترس عموم قرار گرفت. در تصویربرداری با کمک سستامیبی تکنیتیوم-۹۹ام، که به اسکن سستامیبی تکنیتیوم-۹۹ام نیز شناخته می‌شود (MIBI scan)، به‌صورت عمده در تصویربرداری از میوکارد قلب استفاده می‌شود.
نواحی سکته قلبی، مواد تزریق شده فوق را جذب می‌کنند. همانند سینتیگرافی تالیم-۲۰۱، می‌توان از این ماده در آزمایش قلبی موسوم به تست تحمل ورزش (Exercise tolerance test) استفاده نمود که کمک می‌کند نواحی خونی کم‌جریان به ماهیچه‌های قلبی مشخص شود.